# Orque (créature)
 (février 2013).
À ne pas confondre avec le mammifère marin
Les orques, ou orcs, humanoïdes à l'aspect repoussant et aux mœurs barbares, forment un peuple imaginaire typique du genre de la fantasy.
Créatures inspirées d'une variété de mythes et légendes, les orques acquièrent leurs traits distinctifs dans l’œuvre littéraire du professeur d’université anglais J. R. R. Tolkien. Également philologue, cet écrivain baptise ses créations d'après les orcnēas, monstres énigmatiques brièvement mentionnés dans le poème épique anglo-saxon Beowulf.
Par la suite, conformément à l'archétype défini par Tolkien, les orques apparaissent comme ennemis indistincts, voire comme antihéros, dans la fantasy littéraire ainsi que dans des jeux de rôle, wargames, jeux vidéo et films situés dans un cadre médiéval-fantastique, témoignages de la notoriété de ces créatures dans la culture populaire.

## Caractéristiques générales
De carrure massive et râblée, d'un teint variant du noir au jaunâtre avec une dominante verdâtre, les orques présentent généralement des physionomies bestiales accentuées par leurs arcades sourcilières proéminentes, leurs oreilles pointues et les crocs démesurés qui dépassent de leurs énormes gueules prognathes.
Leurs mœurs sanguinaires ne démentent pas cet aspect brutal. Les orques apprécient la chair humaine et ne dédaignent pas le cannibalisme en dehors des jours fastes. Formant un peuple assez primitif, ils vénèrent le combat sous toutes ses formes, de la bagarre à la guerre en passant par le pillage. Par conséquent, en dépit de leur nature impulsive et sauvage, les orques constituent fréquemment des fantassins appréciés des puissances maléfiques. Ils emploient également d'énormes loups et sangliers comme montures.

## Étymologie

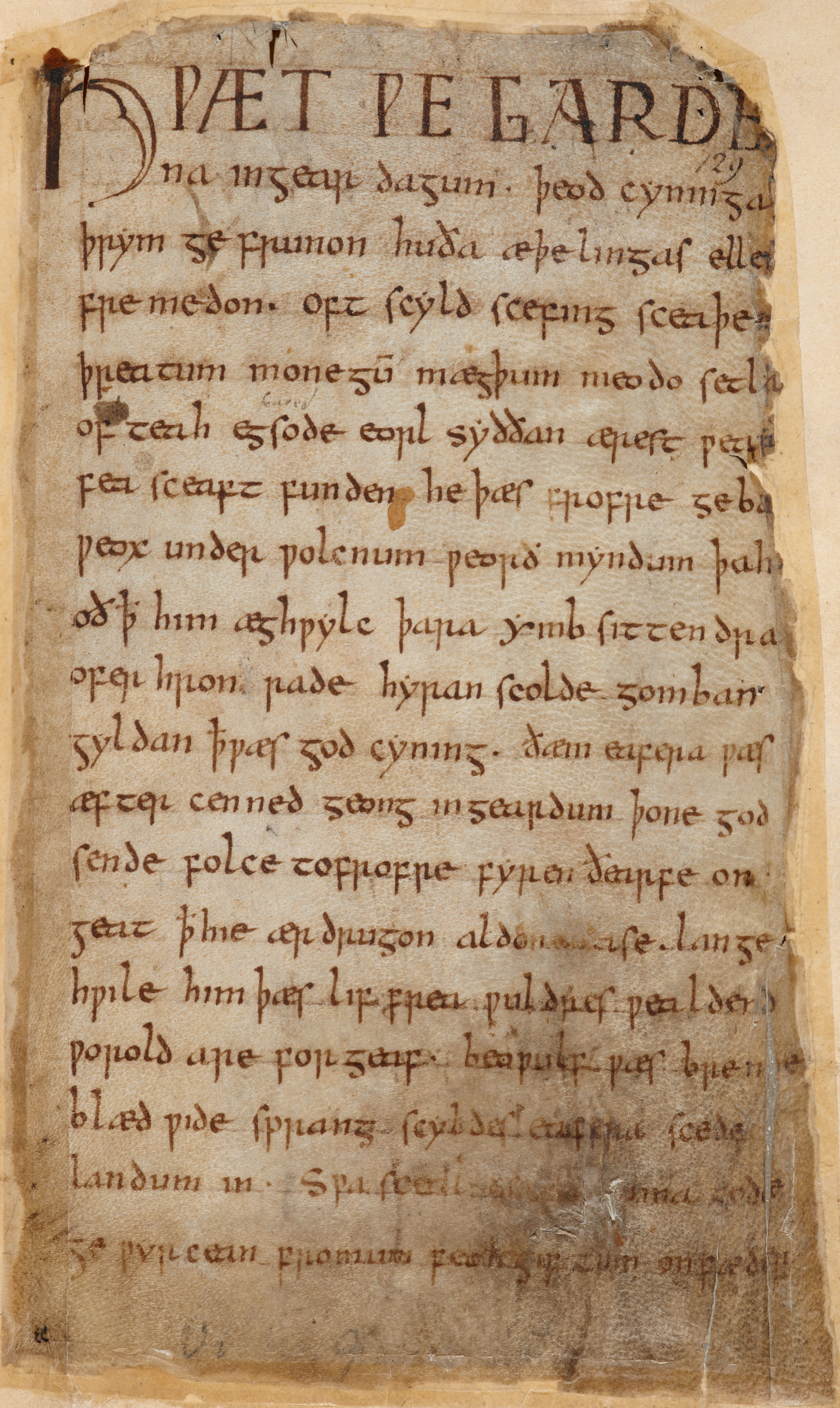
Première page de Beowulf, manuscrit Cotton MS Vitellius A, British Library, Xe siècle.

Le vocable orcnēas apparaît dans un passage de Beowulf, poème rédigé en saxon occidental, dialecte du vieil anglais. Le passage en question évoque Caïn, le premier meurtrier biblique, ainsi que sa descendance composée d'une variété de créatures monstrueuses, incluant notamment Grendel et sa mère, les horribles ennemis du héros Beowulf.
« þanon untydras ealle onwocon
eotenas ond ylfe ond orcnēas
swylce gigantas þa wið gode wunnon
lange þrage he him ðæs lean forgeald »
— Beowulf
Parmi les vocables évoquant la lignée de Caïn, eotenas (ent ou Jötunn) est généralement traduit par « géants » et ylfe (aelf) par « elfes ». Toutefois, l'étymologie d’orcnēas reste obscure, tant et si bien que quatre théories ont été avancées. « Esprits maléfiques » ou « monstres ».
Le terme est également rapproché de þyrs (ogre) et heldeofol (démon de l’enfer) ainsi que d’orcus. En latin, le nom Orcus est « lié au monde des morts » mais sa signification précise demeure également inconnue malgré des tentatives d'assimilation à Pluton ou Dis Pater.

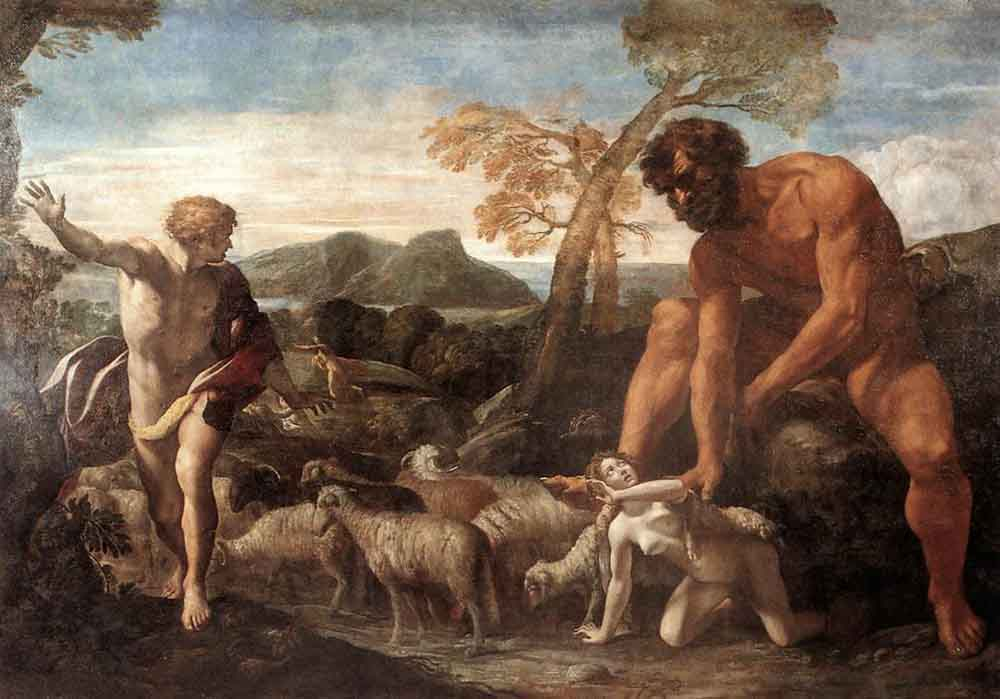
Norandino et Lucina découverts par l'Ogre, peinture baroque de Giovanni Lanfranco d'après l’Orlando furioso de L'Arioste, 1624.

Probablement dérivé d'Orcus, le terme orco en italien moderne désigne un monstre dans le dix-septième chant du poème épique italien de L'Arioste, Orlando furioso (Roland furieux, 1516). Cet « orco » est décrit comme une créature bestiale et aveugle probablement inspirée du cyclope de l'Odyssée,.
Au XVIe siècle, Joachim du Bellay, Guillaume de Saluste Du Bartas et Philippe Desportes emploient le terme « orque » au sens de monstre marin distinct de l'épaulard.
À compter de la publication des Contes de ma mère l'Oye de Charles Perrault en 1697, le terme « ogre » se popularise en langue française, ; il s'agit de l'actuelle traduction française du terme italien orco, bien que certaines éditions françaises d’Orlando furioso emploient la traduction « orque » plutôt qu'« ogre ».
Féru de termes archaïques, Théophile Gautier mentionne des « orques » parmi d'autres créatures fantastiques dans Le Capitaine Fracasse, roman de cape et d'épée publié en 1863,, notamment lorsque le baron de Signognac s'écrie : « En effet, cette semaine je n'ai défait aucune armée, je n'ai combattu ni orque, ni dragon, je n'ai pas fourni à la mort sa ration de cadavres, et la rouille est venue à mon glaive (...) »

## Œuvre littéraire de J. R. R. Tolkien
Grand admirateur du poème Beowulf, œuvre qu'il a étudiée et traduite, le philologue et professeur d’université J. R. R. Tolkien considère comme centrale la place qu'y occupe le thème des créatures monstrueuses.
Ainsi, l'écrivain anglais réemploie le terme orc, dérivé d’orcnēas, pour désigner les créatures maléfiques qui servent Morgoth puis son lieutenant Sauron, les deux principaux antagonistes dans ses œuvres littéraires Le Silmarillion et Le Seigneur des anneaux (l’orthographe « orque » est utilisée dans les traductions françaises).
Dans son roman Le Hobbit, Tolkien désignait initialement ces créatures comme des « gobelins », en s'inspirant notamment des créatures figurant dans les œuvres littéraires du critique écossais Andrew Lang et du pasteur calviniste George MacDonald. Tolkien privilégie le vocable « orques » dans Le Seigneur des anneaux,, les deux termes étant interchangeables.
L’origine des Orques n’est pas totalement claire, J. R. R. Tolkien ayant plusieurs fois changé d’avis sur le sujet. L’explication retenue par Christopher Tolkien, dans la version publiée du Silmarillion, avance que les Orques étaient originellement des Elfes, capturés, torturés puis monstrueusement déformés par Morgoth, le « Noir Ennemi du Monde ».
Tolkien décrit ses orques comme des créatures humanoïdes laides et pourvues de crocs jaunâtres, généralement d'une taille inférieure à celle d'un homme. Beaucoup ont des jambes ou des bras tors, et leur sang est noir. Outre les mentions dans ses œuvres, l'écrivain anglais précise leur apparence dans une de ses lettres :

« Ils sont (ou étaient) courts, larges, ont le nez plat, la peau jaunâtre, une grande bouche et les yeux bridés : en fait, des versions dégradées et repoussantes des moins agréables (pour les Européens) des types mongols. »

— J. R. R. Tolkien, Lettre à Forrest J. Ackerman
Par ailleurs, les Uruks (« grands orques » en noir parler) constituent une race d'orques particulièrement robuste, et qui ne craint pas la lumière du jour.

## Jeux de rôle etwargames

### Donjons et Dragons

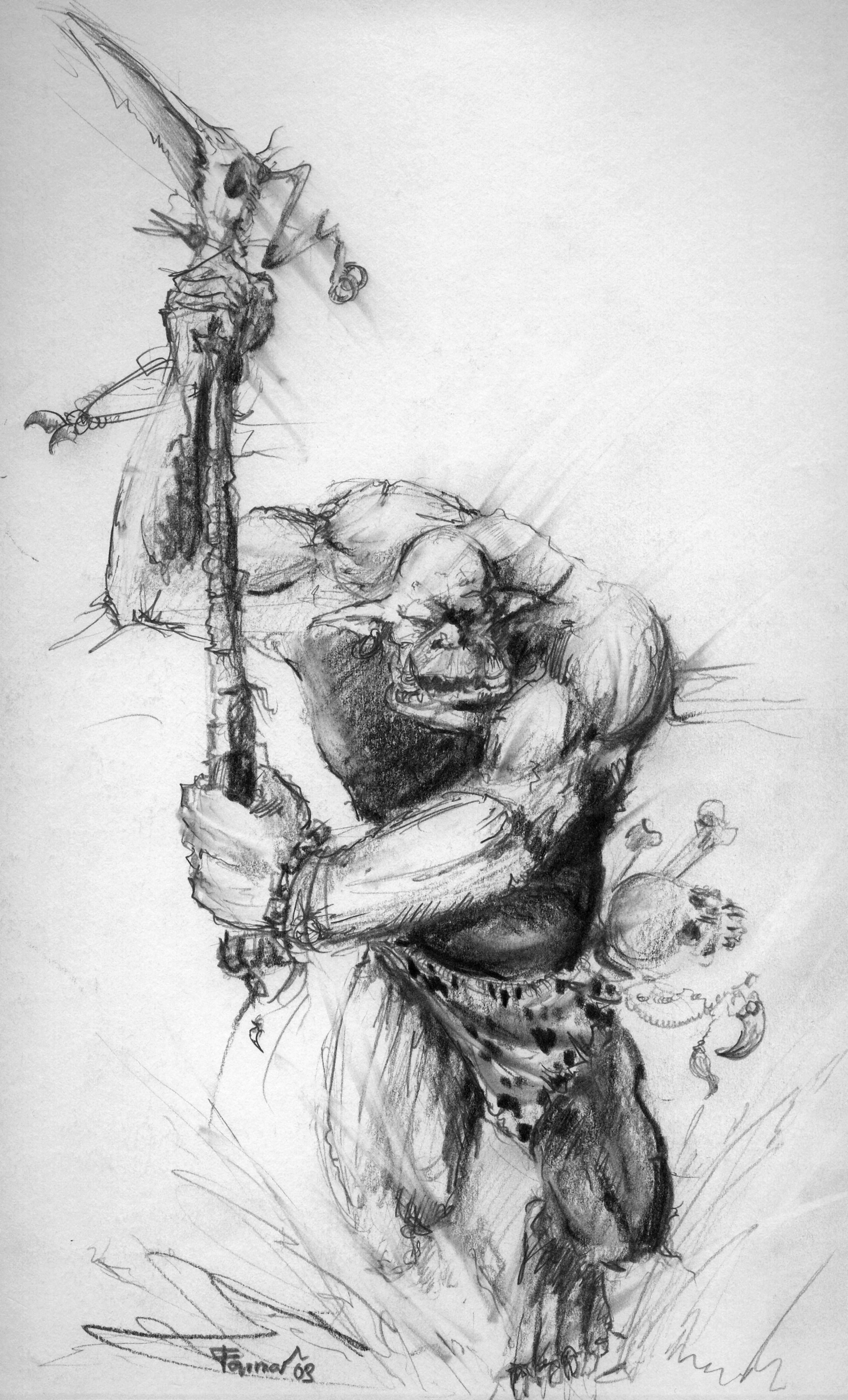
Un orque sauvage, illustration de farmerownia.

Co-auteur de Donjons et Dragons, le premier jeu de rôle (publié en 1973), Gary Gygax revendique pleinement l'influence des créatures éponymes du Seigneur des anneaux sur les orques de D&D. Ces « monstres similaires aux orques de Tolkien » tiennent « utilement » le rôle de « méchants » dans le cadre de son monde imaginaire ludique. En outre, Gygax rappelle l'étymologie latine commune des « ogres » et des orques ; le jeu de rôle distingue les deux sortes de créatures en les intégrant chacune dans son bestiaire.
Dans Donjons et Dragons et les Règles avancées de Donjons et Dragons (Advanced Dungeons & Dragons, dit « AD&D »), les orques sont de féroces humanoïdes de taille moyenne. Bien qu’ils soient d’aspect aussi variable que les humains, la majorité présentent une peau grisâtre, un front bas et très incliné, un visage simiesque (louchant davantage vers le faciès porcin dans les illustrations des premières éditions du jeu), une mâchoire imposante et des canines semblables à des défenses de sanglier. Leur pilosité hyper-développée est rêche, leurs oreilles semblables à celles d’un loup et leurs yeux rouges.
Agressifs et violents, les orques vivent généralement de razzias et de maraudage. Organisés en société tribale, ils recherchent toujours de nouveaux territoires à piller.
Leurs ennemis héréditaires sont les elfes : dans la cosmologie standard de D&D, les légendes orques racontent comment le dieu elfe Corellon Larethian a éborgné le dieu orque Gruumsh lors d'un duel légendaire.
Avec les gobelins, les orques représentent les adversaires les plus populaires des groupes de joueurs.
La description, la définition et les caractéristiques de jeu des orques ont évolué au cours des éditions du jeu. En particulier, leur alignement, qui était loyal mauvais dans la seconde édition d’Advanced Dungeons & Dragons, est devenu chaotique mauvais dans la troisième édition de D&D.
Les différents décors de campagne de D&D présentent plusieurs variétés d'orques. Ainsi, dans Eberron, les premiers druides apparurent parmi ce peuple ancien et proche de la nature, même s’ils restent barbares et divisés en nombreuses tribus. Moins prolifiques que dans l'univers D&D de base, les orques d’Eberron représentent rarement une menace pour leurs voisins. Par ailleurs, dans le contexte de Birthright, il n’y a pas d’orques mais des créatures assez semblables, les orogs, qui vivent surtout sous terre et menacent les royaumes souterrains des nains. De même, dans l'univers de Spelljammer, les orques sont remplacés par une race plus intelligente, les Scros.

### Warhammer

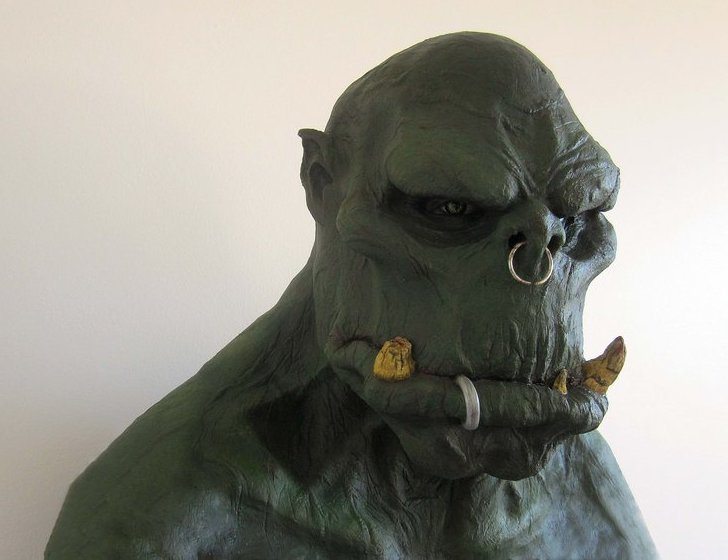
Un orque de Warhammer, fan art de Cornel Zueger.

Dans Warhammer Battle, le jeu de batailles rangées entre des armées de figurines, et Warhammer, le jeu de rôle fantastique, les orques sont des humanoïdes sauvages présentant une carrure massive, une peau verte, une gueule prognathe et offrant une très grande résistance aux blessures.
Leur société est intégralement basée sur la guerre, les raids et la puissance physique. Ils sont toujours dirigés par les plus forts de la tribu, par une sorte de cercle vertueux : les orques grandissent quand ils sont puissants, et deviennent plus puissants quand ils grandissent. Cependant, leurs querelles intestines les rendent difficiles à commander.
Les illustrations ornant les ouvrages de contextes et de règles ludiques de Warhammer ont contribué à populariser la figure de l'orque à peau verte, en sus du vocable « peaux vertes » (Greenskins) qui désigne l'espèce des « gobelinoïdes » incluant les gobelins, les snotlings et les orques eux-mêmes.
Il existe un autre type d’orque, qui ressemblerait plutôt à un type de classe sociale chez les orques : les orques noirs. Il s'agit des orques les plus grands et donc les plus puissants de la tribu, aisément reconnaissables grâce à leur peau plus sombre.

### Warhammer 40,000

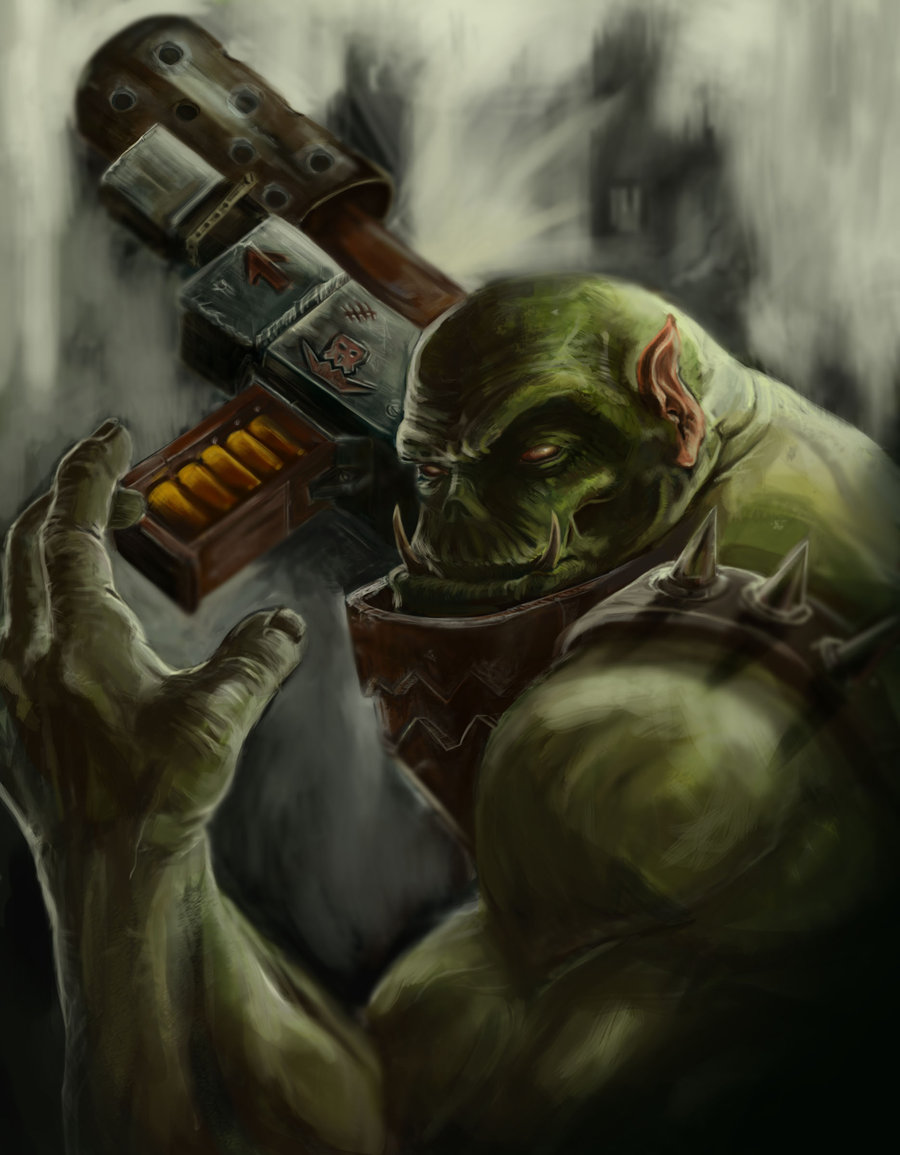
Un ork dans Warhammer 40,000, fan art de Morgan Bishop.

Les Orks de Warhammer 40,000, un jeu de batailles rangées dans un univers space fantasy, ont la même apparence physique que ceux de l'univers médiéval-fantastique originel de Warhammer. Dans la troisième édition du jeu, la science du 41e millénaire a toutefois expliqué leur métabolisme : il semblerait que les Orks vivent en symbiose avec des champignons et algues qui leur donnent leur couleur verte, et leur incroyable résistance et potentiel de régénération. Leur culture est semblable : les plus forts dirigent, et deviennent plus grands et plus forts grâce à l’énergie psychique des Orks sous leur commandement.
Les précédentes éditions du jeu donnaient d’autres explications sur le métabolisme des orks.
Les Orks sont divisés en clans, qui ont chacun des particularités culturelles mais aussi physiologiques. Un chef ork ressort cependant du lot : Ghazkull Mag Uruk Thraka, redouté par tous les ennemis des orks dans la galaxie entière. L’essentiel des connaissances des Orks est innée ; ainsi, des Orks spéciaux nommés « Brikolos » naissent avec un savoir inhabituel, comme la médecine ou la mécanique. La technologie ork est rudimentaire et très hasardeuse, mais souvent efficace. Presque toutes les réalisations ork sont faites avec des matériaux de récupération.
Le terme « Brikolos » désigne l’ensemble des « castes » spécialisées : les Mékanos (armurerie, véhicule et tout ce qui touche à la mécanique et à la physique : ce sont les « scientifiks »), les Médikos (médecins et scientifiques), les Bizarboyz (psykers dangereux car incapables de contrôler leurs pouvoirs) et les Fouettards (qui ont la charge des sous-espèces orkoïdes, les gretchins, ou grot, et les snotling). Ces Orks apprennent par l’erreur, en faisant des expérimentations, même si le patient (pour le Médiko) ou le testeur (pour le Mékano) n’est pas d’accord (ce qui est souvent le cas…).

### L'Œil noir
Dans L'Œil noir, les Orks, monstres bipèdes à forme humaine, sont cousins des Gobelins, mais plus grands et plus dangereux qu’eux. L’Ork moyen est d’une intelligence médiocre, avec  la tête rentrée dans ses larges épaules musclées, le front fuyant et un épais pelage sombre qui va du brun foncé au noir de jais. Les canines de sa mâchoire inférieure pointent comme les défenses d’un sanglier. Les femelles se distinguent des mâles par une constitution moins massive et par l’absence de poils sur la poitrine.
HabitatMéfiants et rusés de nature, les Orks vivent en tribus ou en hordes. Leur zone d’implantation recouvre tout le territoire d’Aventurie. Ils vivent aussi bien sur la terre que dans des installations de cavernes souterraines. Ils n’aiment pas la forte lumière du jour, c’est pourquoi on les rencontre rarement à l’extérieur autour de midi.
Mode de vieBien qu’ils n’aient pas un besoin absolu de vêtements, les Orks aiment à s’envelopper d’étoffes aux couleurs criardes. Leur arme préférée est le sabre recourbé. Les Orks utilisent toutes les armes, les ustensiles et les armures dont les hommes ont coutume de se servir. Incapables de fabriquer ces objets par eux-mêmes, ils sont continuellement à la chasse au butin. Un héros qui tombe entre les mains d’un groupe d’Orks, s’il ne se fait pas massacrer sur-le-champ, peut être sûr de se faire dépouiller de tout ce qu’il porte sur lui. Il n’est rien qu’une horde d’Orks ne puisse utiliser.

### Earthdawn
Dans Earthdawn, les Orks du pays de Barsaive ont un lourd héritage : avant le Châtiment, ils étaient la seule race réduite en esclavage à la fois en Barsaive et dans l’Empire théran. Ils en gardent une grande rancune envers les autres Donneurs-de-Noms. La cohabitation forcée au sein des kaerns et la lutte contre l’Empire ayant aboli l’esclavage en Barsaive, certains Orks ont pu s’intégrer comme paysans, marchands, artistes, et autres professions. Mais les préjugés demeurent, entretenus par la violence des tribus orques d’Écorcheurs (des pillards à cheval, descendants d’esclaves révoltés).
Les Orks d’Earthdawn sont grands, avec une peau très variable : vert olive, beige, rosée, cuivrée ou d’ébène. Ils ont de grandes canines inférieures et une pilosité épaisse, mais clairsemée.

### Flintloque
Dans Flintloque, les Orques de Valon sont devenus des pseudo-Anglais, transformés par la magie nouvelle de Mordred. Ils ont donc adopté le mode de vie de l’Angleterre géorgienne avec ses raffinements, sa discipline, son amour du roi (un Ogre allemand)… et ses bagarres de pubs, et sa crasse digne de Dickens, et sa passion du jeu. Ils sont quasiment le seul rempart du monde face à l’invasion des armées elfiques (les Français de ce monde), si l’on excepte les armées mort-vivantes d’Alexandre.
Les Irlandais quant à eux, sont représentés par les Orcs des marais, plus grands et sentimentaux. Certains ont rejoint les rangs de la Grande Armée de Mordred pour libérer leur terre, mais beaucoup cherchent l’aventure avec Albion.

## Jeux vidéo

### Warcraft

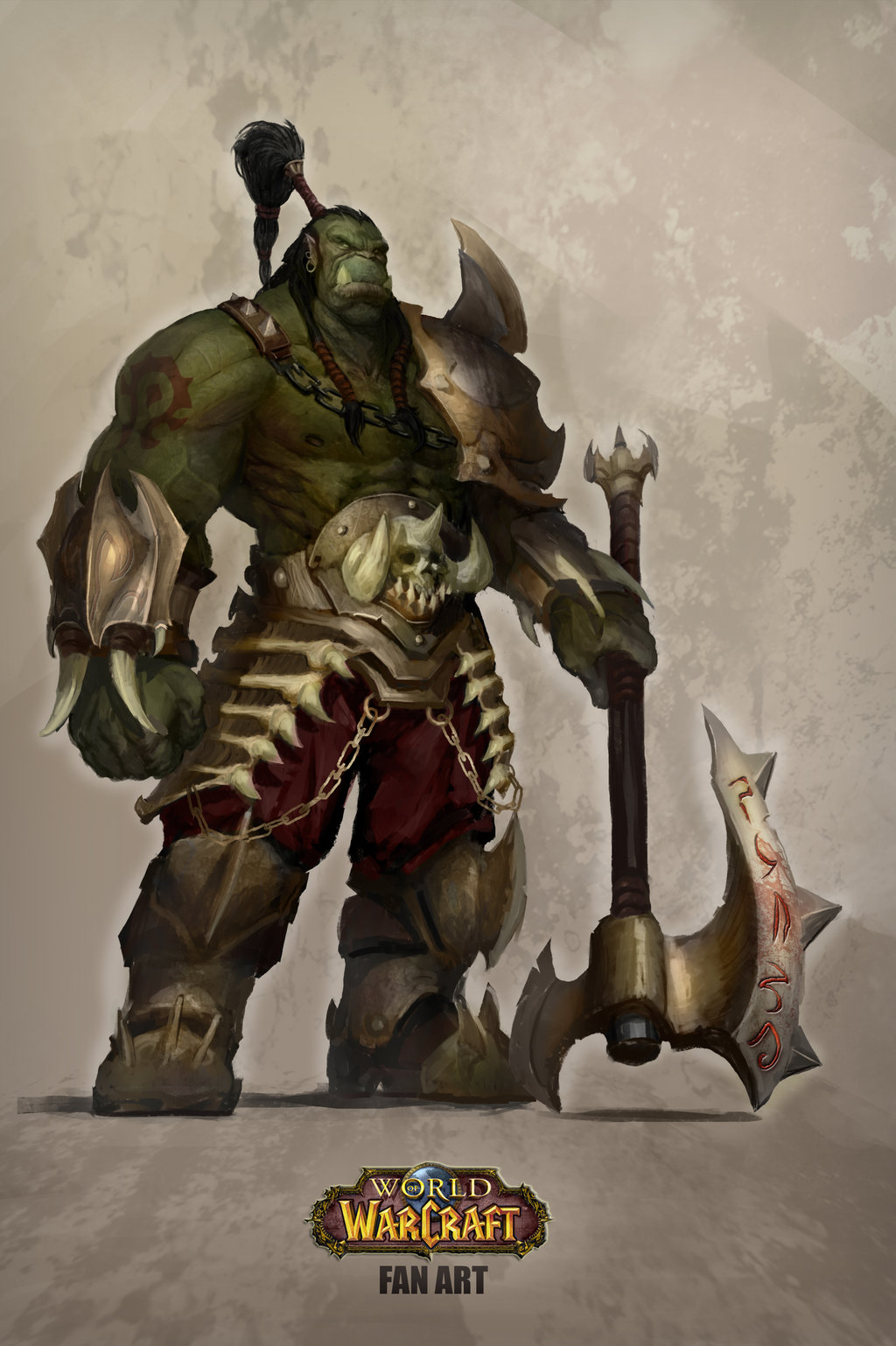
Un orc dans Warcraft, fan art de Lucas Salcedo.

Dans la série des jeux vidéo Warcraft, les orques (appelés ici orcs) sont de grandes et massives créatures humanoïdes à la peau verte ou brune, à la gueule garnies de crocs.
Leur monde natal, qui porte le nom de Draenor, est aujourd'hui dévasté à cause de la soif de pouvoir d'un sorcier orc du nom de Ner'zhul. La civilisation orque était riche et empreinte de chamanisme, le chamanisme orc étant spécialisé dans la maîtrise des éléments. Mais un jour les démons de la Légion Ardente menés par Sargeras entreprirent la corruption des orcs qui apparaissaient à ses yeux comme des soldats disciplinés. Les orcs devinrent quasi-primitifs, les plus puissants ayant le droit de manipuler les énergies démoniaques. Le sorcier Medivh, un humain d’Azeroth (la terre de Warcraft) ouvrit la voie aux orcs qui envahirent ce monde au nom de la légion ardente. Néanmoins ils furent vaincus, certains se réfugièrent dans des montagnes, le reste fut mis en esclavage par les humains. Thrall, un orc esclave des humains depuis sa naissance développa un grand savoir stratégique, il se rebella et prit le contrôle de la Horde (ensemble des clans orcs qui ne sont pas sous l’influence des démons). Avec l’aide d’un héros orc, Grom Hurlenfer, il délivra son peuple de la corruption des démons, et se réfugia sur le continent de Kalimdor pour y bâtir une nouvelle nation orque. Ayant pris connaissance des origines chamaniques de son peuple, Thrall y réintégra le chamanisme.
Les orcs de Warcraft s'éloignent du stéréotype de l’orc stupide. En dépit de leur apparence et de leurs mœurs grossières, ils possèdent une certaine sagesse et cultivent leur propre sens de l'honneur. Leur plus grande gloire est de mourir au combat et ils vouent un véritable culte à leur chef de guerre, Thrall. Ce dernier, siégeant sur son trône à Orgrimmar, lance dans plusieurs quêtes les personnages joueurs membres de la Horde. Dans Cycle of Hatred de Keith R. A. DeCandido, l'un des romans composant l'univers étendu du jeu vidéo, Thrall devient une personnalité importante et plus complexe. Le chef orc fait non seulement preuve de loyauté vis-à-vis de son peuple mais démontre également une grande hauteur de vue en accordant sa confiance à Lady Jaina Proudmoore, dirigeante de la cité humaine de Theramore. En dépit de multiples provocations de part et d'autre, Thrall parvient à préserver la trêve entre la Horde et l'Alliance.
Sur le plan militaire (omniprésent chez les orcs), les guerriers sont rois. Les chamans font office de guides spirituels mais aussi de puissants invocateurs capables de déchaîner les puissances élémentaires. Les chasseurs orcs partagent un lien particulier avec les bêtes. Enfin, les démonistes sont mal vus de leurs congénères car ils rappellent les liens unissant autrefois démons et orcs.

### Might And Magic
Avant le cinquième jeu, les orques étaient simplement des créatures se battant aux côtés des barbares (sauf dans l'épisode 4, où on les retrouve dans la faction du Chaos). Ils se distinguaient en tant que tireurs de haches. Dans Heroes of Might and Magic V: Tribes of the East et les suites subséquentes, nés des suites d’une expérience qui visait à injecter du sang de démon à des humains, ils étaient réduits en esclavage et servaient les royaumes humains. Ils finirent par se rebeller et à s’organiser en armées. Ils furent repoussés par les humains. Certains s’enfuirent vers les déserts du sud, d’autres vers les steppes du nord-est mais le plus grand nombre se réfugia dans la barrière d’îles de l’est. C'est donc une faction tout entière et non plus une simple créature.

### The Elder Scrolls
Dans la saga The Elder Scrolls, univers fictif de fantasy imaginé lors du développement du jeu vidéo Arena, les orques constituent un peuple guerrier peuplant Orsinium (Monts du Wrothgarian et de la Queue de Dragon), territoire enclavé par Haute-Roche.
Jadis similaires aux elfes, les orques vénèrent toujours Trinimac. Cette figure tutélaire appartenait au panthéon elfique jusqu'à ce que Boéthia, prince Daedra de la conspiration et de la traîtrise, ne le dévore. Malacath devint alors le prince Daedra des parias, ce qui modifia sensiblement l'apparence des orques.
Les orques sont grands (environ 2 mètres), de couleur verdâtre et puissamment bâtis. Ils vivent dans des camps fortifiés, dirigés par un chef qui possède toutes les femmes du camp (sauf sa mère qui est la Savante de la forteresse), certaines ont des postes sociaux importants, comme l'épouse chasseresse ou l'épouse forgeronne. Les enfants mâles de toutes ces relations peuvent provoquer leur père (le chef) en combat singulier, si le fils l'emporte il devient chef à son tour.
La culture belliqueuse des orques explique le mépris que les autres peuples de Tamriel manifestent envers eux, les percevant comme barbares. Ils n'en demeurent pas moins les meilleurs forgerons du continent et des experts en maniement des armes à deux mains et du port d'armure lourde. Très friande de leur savoir-faire, la Légion recrute nombre d'orques qui découvrent ainsi le monde.
Les orques se sont bien intégrés dans l'Empire et celui-ci fait désormais jouir Orsinium du statut de province. Les Orques sont considérés comme les humanoïdes les plus puissants après les géants et les trolls. Ils sont très fiers de leur peuple et se battront jusqu'à la mort dans un combat même perdu d'avance. Ils sont aussi appelés Orsimers.

### The Battle for Wesnoth

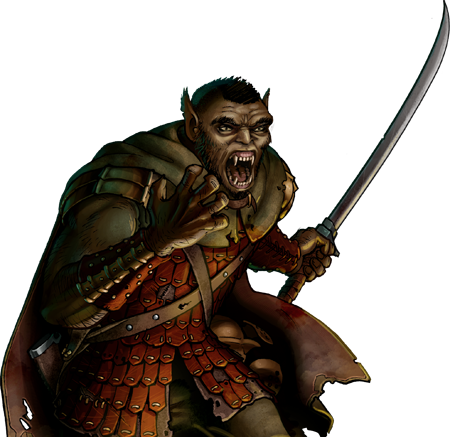
Un guerrier orque dans The Battle for Wesnoth.

Dans The Battle for Wesnoth, jeu vidéo de stratégie sous licence GNU GPL, les orcs sont de grands et robustes humanoïdes à l'hygiène déplorable. Cruels et belliqueux, ils vivent au nord du grand continent, selon un système clanique dirigé par la loi du plus fort.
Les orcs détestent presque toutes les autres races, sentiment partagé en retour, sauf par les gobelins et les trolls. Les elfes les haïssent particulièrement car ils brûlent les forêts.

## Le Donjon de Naheulbeuk
Dans Le Donjon de Naheulbeuk, parodie des univers médiévaux-fantastiques des jeux de rôle, les orcs sont issus d'une farce de Khornettoh (dieu de la Violence et du Sang) à Slanoush (dieu du Vice et de la Perversion). Khornettoh prit un humain que Slanoush venait juste de créer : il lui écrasa la tête, lui tira les oreilles, le fit griller dans la lave et le plongea dans un marécage maudit. Il lui redonna vie avec des baffes : ainsi fut créé le premier orc.
L'orc est une créature verte, de taille humanoïde mais plus musclée et pourvue de crocs implantés au hasard. Il a un goût prononcé pour la violence, c'est pourquoi il est généralement employé par les maîtres de donjon.